# (1228) Scabiosa
(1228) Scabiosa es el asteroide número 1228 situado en el cinturón principal. Fue descubierto por el astrónomo Karl Wilhelm Reinmuth  desde el observatorio de Heidelberg, el 5 de octubre de 1931. Su designación alternativa es 1931 TU. Está nombrado por la Scabiosa, un género de plantas de la familia de las caprifoliáceas.